# 宇都宮遼
宇都宮 遼（うつのみや りょう、1988年 - ）は、日本の写真家、アーティスト。野生動物を主題とした写真作品を中心に、インスタレーションなどの空間演出も手がける。

## 経歴
兵庫県朝来市出身。　芸術文化関連の企画や教育機関との連携を通じて、インスタレーションを含む空間演出にも取り組んでいる。
カナダ・トロントで設立されたオンライン写真コミュニティ「500px」のアンバサダーを務めるほか、スウェーデン・ストックホルムに拠点を置く審査制写真サイト「1x.com」のヘッドキュレーターも務めている。
2024年、MUSE Photography Awardsにおいて「Photographer of the Year」を受賞した。また、複数の国際写真賞において審査員を務めている。

## 活動
- 2025年 - 展覧会「Reverb - Ryo Utsunomiya Exhibition」が開催され、ゲストとしてLídia Vivesを招いた。(会場：あさご芸術の森美術館ギャラリー四季彩)[12][13]
- 2024年 - アークテリクス主催企画「Outdoor Photo Workshop」講師を務めた。[14][15][1]
- 2024年  姫路女学院中学校・高等学校「リベラルアーツ・ミュージアムゼミ」にて、姫路市立美術館館長の不動美里とともに講師を務めた。[3][16][2]